# Pere de Cantàbria
Pere de Cantàbria (? - 730), duc de Cantàbria.

## Orígens familiars
Fins al segle xix es va creure que era fill del rei Ervigi, basant-se en les cròniques de l'època, encara que avui dia historiadors i genealogistes ho posen en dubte, sabent que es tractava d'un líder visigot de la regió de Cantàbria.

## Descendents
- Alfons I d'Astúries (693-757), rei d'Astúries, casat amb Ermessenda d'Astúries, filla de Pelai I
- Fruela de Cantàbria (?-765)

## Regne d'Astúries
Mitjançant l'acord amb Pelai I, ambdós van fusionar els seus territoris, contraient matrimoni Alfons, fill de Pere, i Ermessenda, filla de Pelai. D'aquesta forma, el 14 de setembre de l'any 739, després de la mort de Fàfila, fill de Pelai, el seu fill Alfons fou designat primer rei d'Astúries amb el nom d'Alfons I el Catòlic i passaria a ser l'origen de la monarquia asturiana.
A través del seu segon fill Fruela, pare de Beremund I d'Astúries, es materialitzarà la contribució de la Casa de Cantàbria en l'origen de la monarquia dels regnes hispans.